# Belisario Domínguez, Venustiano Carranza
Belisario Domínguez är en ort i Mexiko.   Den ligger i kommunen Venustiano Carranza och delstaten Chiapas, i den sydöstra delen av landet, 800 km sydost om huvudstaden Mexico City. Belisario Domínguez ligger 487 meter över havet och antalet invånare är 633.
Terrängen runt Belisario Domínguez är platt åt nordost, men åt sydväst är den kuperad. Runt Belisario Domínguez är det ganska glesbefolkat, med 50 invånare per kvadratkilometer. Närmaste större samhälle är Acala, 17,3 km norr om Belisario Domínguez. I omgivningarna runt Belisario Domínguez växer huvudsakligen savannskog.